# 張喆敏
張喆敏（：／ Jang Cheol-min，1965年2月10日—），大韓民國自由派政治人物，第21屆國會議員。